# Peinture 220 x 366 cm, 14 mai 1968
Peinture 220 × 366 cm, 14 mai 1968 est une œuvre réalisée par Pierre Soulages en 1968,.

## Histoire et composition
D'un format imposant — 220 × 366 centimètres —, le tableau à fond blanc est composé de superpositions de larges bandes noires.
Il est très proche d'un autre tableau daté du 9 mai 1968, bien que plus petit.

## Conservation et acquisition
L'œuvre est conservée au musée national d'Art moderne du centre Georges-Pompidou à Paris à la suite d'un achat de l'État en 1969.